# Тиват

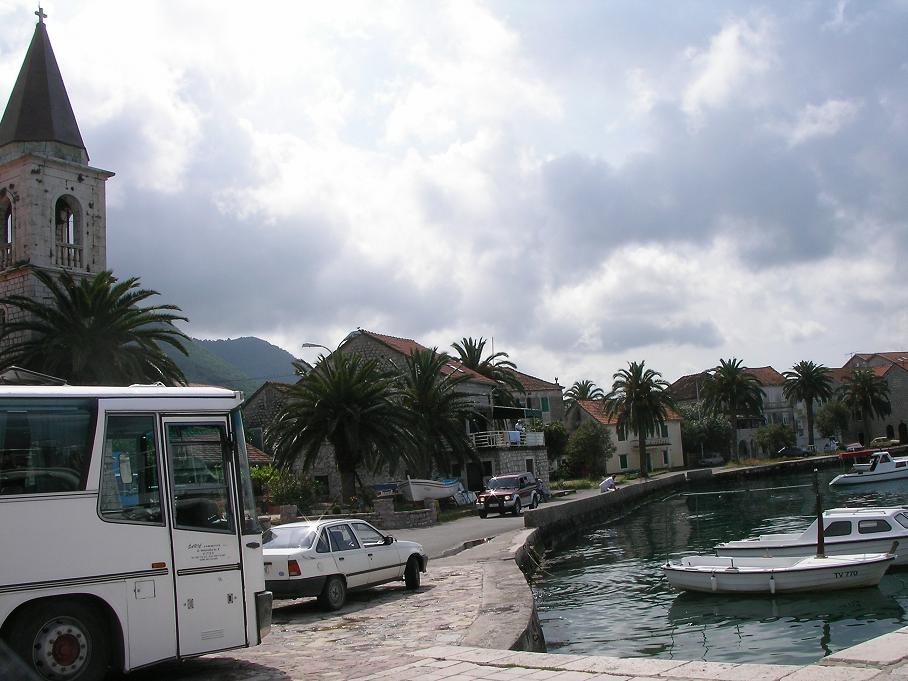
Поруч з Тиватською корабельнею.

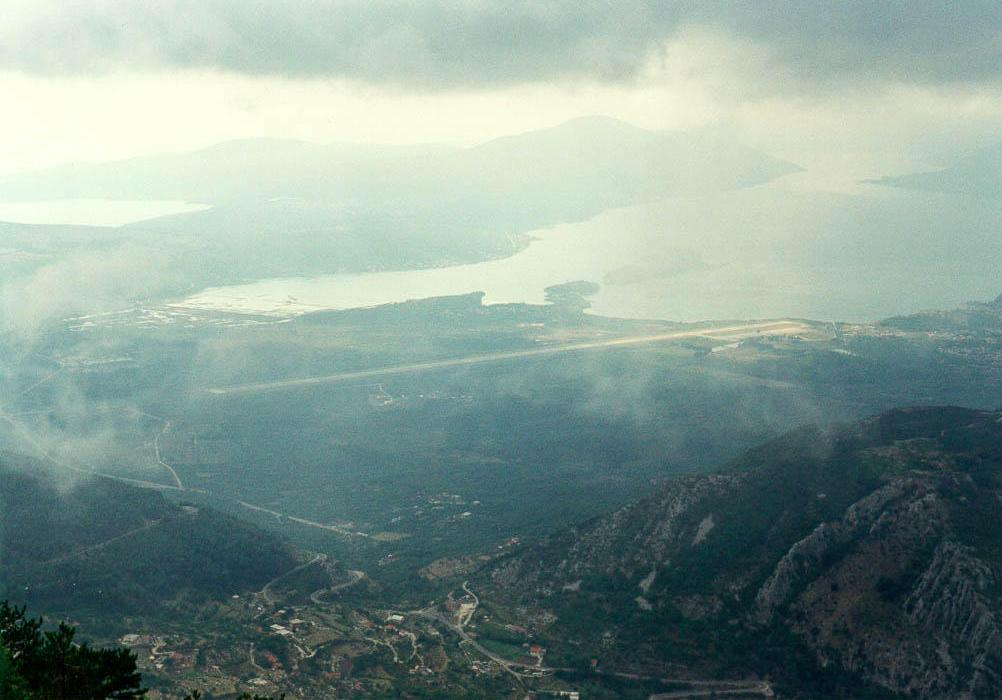
Тиватський аеропорт.

Тиват (серб. Тиват/Tivat, італ. Theodo, грец. Thiodhos) — місто в Чорногорії на узбережжі Которської затоки Адріатичного моря, місто розташоване на півострові Врмац, на південному схилі однойменного гірського масиву, адміністративний центр муніципалітету Тиват. Населення — 9467 (2003).

## Історія
Ймовірно, Тиват було засновано в III столітті до Р. Х. Вважається, що назва міста походить від імені іллірійської цариці Тевти.
В середні віки родючі землі навколо Тивату належали патриціанським сім'ям Котора, які придбали тут великі маєтки. 
У XIV—XV століттях Тиват був важливим релігійним центром, через те, що в монастирі Михайла Архангела, що знаходиться на Острові Квітів поруч з містом (т. зв. Михольска Превлака), з XIII століття розташовувалася резиденція православного митрополита Зети.
З 1420 року Тиват, як і багато інших міст Боки Которської, увійшов до складу Венеційської республіки як частина провінції «Албанія Венета» під італійською назвою Теодо (Theodo). Которська родина Буча звела кам'яні мури навколо міста та високу Сторожову вежу над родинним палацом.
У наступні століття доля Тивата не відрізнялася від долі всієї Боки Которської — венеційське панування до 1797, короткий період французького правління у складі Іллірійських провінцій і остаточне утвердження австрійської влади у 1813 році.
У 1892 році командувач австрійського флоту Максиміліан Штернек заснував у Тиваті міський сад, саджанці до якого були зобов'язані привозити капітани всіх кораблів, що базувалися в затоці — зараз відомий як ботанічний сад.
У 1918 році Тиват опинився під владою Королівства сербів, хорватів і словенців (з 1929 року — Югославії), а після її розпаду — у складі Чорногорії.

## Населення
Перепис 2003 р. нарахувала у Тиватському муніципалітеті 13630 мешканців (це найменший за чисельністю населення муніципалітет в Чорногорії). Населення власне Тивату — 9467 мешканців.

## Туризм
У Тиваті багато цікавих пам'яток, наприклад, острів Михольска Превлака, також відомий як Острів Квітів (Prevlaka, Ostrvo Cvijeća), острів Св. Марка (Ostrvo Sveti Marko) і один з найкращих у Чорногорії пляжів Плаві Хоризонт (Plavi Horizonti). Влітку у Тиваті проходять різні спортивні і культурні події, такі як Бокельська Олімпіада і Літній Фестиваль.

## Економіка
Тиват отримав статус міста пізніше всіх інших міст Боки Которської — в XIX столітті, після того як в 1889 році тут був побудований Морський Арсенал для кораблів австро-угорського флоту. За часів Югославії тут розташовувалася ремонтна база югославського ВМФ.
Канадський бізнесмен Петер Мунк (Peter Munk) побудував на місці корабельні Морського Арсеналу найрозкішнішу на Адріатиці яхтову марину для суперяхт під назвою «Порто Монтенегро» (Porto Montenegro). При марині діє музей «Збірка приморської спадщини» (чорн. Zbirka pomorskog naslijeđa)

## Транспорт
Тиват з'єднаний з іншою частиною Чорногорії двосмуговою автострадою — т. зв. Адріатичне шосе (Jadranska magistrala).
Неподалік від міста діє поромна переправа Каменарі-Лепетане через протоку Веріге, що дозволяє не об'їжджати Боку Которську на шляху в Хорватію (в майбутньому на цьому місці планується будівництво моста).
Поблизу від міста, в долині Грбаль, розташований Тиватський аеропорт, один з двох міжнародних аеропортів Чорногорії. Звідси здійснюються регулярні рейси в багато великі європейські міста. Під час туристичного сезону (з квітня по жовтень) з Тивату відбуваються щоденні чартерні рейси в багато міст світу.
Вночі аеропорт рейси не приймає через відсутність освітлення злітно-посадкової смуги. Аеропорт був перебудований в цивільний з військового аеродрому наприкінці XX століття.

## Міста-побратими
- Данія — Раннерс
- Іспанія — Барселона
- Італія — Чивітавекк'я
- Росія — Алексин
- Сербія — Сремски-Карловці